# 緊急避難
在許多國家/地區的刑法中，緊急避難（英語：necessity；德語：Notstand）可能是違法行為的正當化事由。尋求依賴這種辯護的被告辯稱，他們不應該為自己的行為作為犯罪承擔法律責任，因為他們的行為是防止更大傷害的必要條件，並且沒有其他更具體的法律規定（例如正當防衛）可用以免除刑責。
該法律术语或可如此解釋，指为了使本人或他人利益免受正在发生的危险，不得已而损害另外的较小合法权益的行为。而許多國家的法律均明文規定：因職務或業務而承擔特別義務者，不能適用對自己的緊急避難主張。而為了鼓勵英勇救助，也會規定為救助他人生命，使用緊急救護設備或施予急救措施而發生的結果，也能適用緊急避難，或是能直接免除法律責任，這種規定，稱為好撒瑪利亞人法。
回到本條目主題，例如，酒駕者可能會爭辯說他們自行開車是為了避免（因身心反應能力降低而容易）被綁架。大多數普通法和大陸法司法管轄區於有限的情況下承認這種抗辯；一般來說，被告必須肯定地證明：(a) 他們試圖避免的傷害超過了他們被指控的被禁止行為的危險； (b) 他們沒有其他的合理選擇； (c) 一旦危險過去，他們就停止從事被禁止的行為； (d) 他們自己並沒有造成他們試圖避免的危險。因此，對於上面所舉酒駕者例子，如果被告駕駛的距離超出了逃離綁匪的合理必要範圍，或者如果他們有其他合理的選擇，那麼緊急避難抗辯將不被承認。

## 各國家或地區的緊急避難法規

### 中華民國

#### 刑法
在大陸法系的刑法中為阻卻違法事由，例如《中華民國刑法》第二十四條第一項規定：「因避免自己或他人生命、身體、自由、財產之緊急危難而出於不得已之行為，不罰。但避難行為過當者，得減輕或免除其刑。」第二項：「前項關於避免自己危難之規定，於公務上或業務上有特別義務者，不適用之。」
構成要件為:
1. 須有危難存在；
2. 危難須屬緊急；
3. 須為保全自己或他人生命、身體、自由、財產、所為的避難行為；
4. 須出於不得已；
5. 須無承受危難的特別義務；
6. 須行為不可過當。

由於緊急避難為轉移危難於他方，故會涉及到是否可轉移生命危害的問題。生命法益在台灣仍即便當事人承諾亦不得阻卻安樂死（主動致死）的殺人罪，更何況未得當事人的致死緊急避難？因此近期認為緊急避難不得適用於危害他人生命的情況。常見例子為甲乙二人海上遇難而只有一副救生設備，甲得否為了避免自己死亡而搶走「已經被乙取得使用的救生設備」？或是火車駕駛失速，行駛路線一邊為兩三名之鐵軌修復工，一邊為數百人的一般旅客，應行駛哪一邊？（電車難題）
這類問題因為不得主張緊急避難而被認為當事人是否有小危害可避難、大危害反要自己承受的荒謬狀況？實則應透過犯罪成立的第三階：責任考量之，在責任階段中的「期待可能性」可以認為「任何人在這類狀況都會移駕危害於他人」而予以減刑或免刑。
為救助他人生命，使用緊急救護設備或施予急救措施，可依《緊急醫療救護法》第十四條之二：「救護人員以外之人，為免除他人生命之急迫危險，使用緊急救護設備或施予急救措施者，適用《民法》、《刑法》緊急避難免責之規定。救護人員於非值勤期間，前項規定亦適用之。」免除責任。

#### 民法
在私法領域也有類似規定，即《中华民国民法》第一百五十條第一項：「因避免自己或他人之生命、身體、自由或財產上急迫之危險所為之行為，不負損害賠償之責。但已逾越必要程度者，仍應負相當賠償之責。」緊急避難人所避免的危險，必須是迫在眼前、刻不容緩的危險，而危險本身係指一切足以發生危害的危險，不論天災地變、毒蛇猛獸、人為侵害均包含在內。另法條所稱的財產，泛指債權、物權、智慧財產權等一切財產上利益。
緊急避難必須符合必要性與限制性的要求。所謂必要，必須為除此行為之外，別無其他方法可採，始足當之，否則即非避難行為。所謂限制，指避難行為不得逾越危險所能致之損害程度，若逾越此程度，即為過當避難。
為了避免避難行為免責的範圍過於廣泛，使無辜的第三人蒙受損失而無法求償，有違權力平衡保護與損害公平分擔的原則，中華民國民法第一百五十條第二項復規定，「前項情形，其危險之發生，如行為人有責任者，應負損害賠償之責。」所謂有責任，指行為人的行為與發生的危險間有因果關係，而不問係故意或過失，此外，該行為在法律上之評價為非正當者，始足當之。此際，行為人雖得為避難行為，惟其仍應負擔損害賠償責任。
緊急避難與正當防衛、自助行為皆為權利的自力救濟。
緊急避難有兩種情況：一為防禦性的緊急避難，係將發生急迫危險之物加以毀損，以避免危險，例如狂犬追逐，將該犬擊斃。二為攻擊性的緊急避難，係因避免急迫危險而損及與危險的發生無關之他人權利。例如為逃避水災而破門進入他人住居、司馬光兒時打破水缸救人的故事。然而在實務上並沒有區別以上兩種性質的實益。
由於緊急避難並非不法侵害，因此對於避難行為不得實施正當防衛，但是仍得以對之實施緊急避難。例如今有兩人在海上遇難，而僅有一件救身衣，得之則生，失之則死，兩人必然互奪救身衣，法律無從保護、介入，只能任其自行發展。故此，緊急避難在性質上是一種放任行為。

#### 行政罰法
第 13 條  因避免自己或他人生命、身體、自由、名譽或財產之緊急危難而出於不得已之行為，不予處罰。但避難行為過當者，得減輕或免除其處罰。

### 中华人民共和国

#### 刑法
根据《中华人民共和国刑法》第21条第1款，紧急避险是为了国家、公共利益、本人或者他人的人身、财产和其他权利免受正在发生的危险，不得已而采取的损害另一较少的合法权益的行为。

##### 成立条件
- 前提条件：必须是合法权益受到威胁。危险的来源有自然灾害、他人非法侵害、动物的自发侵袭以及行为人或其他人身体疾病等。
- 时间条件：危险正在发生。即危险已经来临，还未结束。
- 限制条件：必须是迫不得已，即不能选择其他方法避免危险。
- 主观条件：必须是出于为使合法权益免受危险侵袭的目的。
- 主体条件：不是负有法定或职责义务的人。
- 限度条件：避险行为所引起的损害应当小于所要避免的损害，不能等于更不能大于所要避免的损害。但因为行为人无法避免、无法预见而造成更大损害的，不应负刑事责任。

#### 民法
《中华人民共和国民法典》总则编第182条规定：“因紧急避险造成损害的，由引起险情发生的人承担民事责任。（第一款）危险由自然原因引起的，紧急避险人不承担民事责任，可以给予适当补偿。（第二款）紧急避险采取措施不当或者超过必要的限度，造成不应有的损害的，紧急避险人应当承担适当的民事责任。（第三款）”

#### 行政处罚法
《行政处罚法》和《治安管理处罚法》均未对“正当防卫”和“紧急避险”作出明确规定，只是设定“其他不予行政处罚的情形”之条款赋予行政机关自行裁决。

#### 举例
机动车在路口等待红灯，后方有打开警笛警灯的应急车辆驶来。此时应急车辆前方的车辆闯红灯为应急车辆开道，视作紧急避险而非交通违法。

### 英國
除了少數法定豁免和在某些醫療案件中，英國法律中沒有針對謀殺的相應辯護。

## 外部連接
- §34 StGB (Memento vom 8. September 2011 im Internet Archive) Juristische Prüfung des rechtfertigenden Notstandes (deutsches Recht) （德文）
- §35 StGB (Memento vom 8. September 2011 im Internet Archive)  Juristische Prüfung des entschuldigenden Notstandes (deutsches Recht) （德文）